# ارنست دویچ
ارنست دویچ (انگلیسی: Ernst Deutsch؛ ۱۶ سپتامبر ۱۸۹۰ – ۲۲ مارس ۱۹۶۹) یک هنرپیشه اهل آلمان بود.
از فیلم‌ها یا برنامه‌های تلویزیونی که وی در آن نقش داشته است می‌توان به مرد سوم اشاره کرد.